# Георг I фон Щолценберг
Георг I фон Щолценберг (на немски: Georg I Raugraf von Stolzenberg; * пр. 1273; † 9 февруари 1309) е рауграф на Щолценберг, фогт на Шпайергау.

## Произход
Той е големият син на рауграф Конрад III фон Щолценберг († сл. 1279) и Бенедикта (Юнота) фон Даун-Кирбург († 1270), дъщеря на вилдграф Конрад II фон Даун († сл. 1263) и Гизела фон Саарбрюкен († сл. 1265), дъщеря на граф Симон II фон Саарбрюкен († 1207/1210) и Лиутгард фон Лайнинген († 1235).
Баща му рауграф Конрад III вероятно построява ок. 1256 г. замък Щолценбург при Байерфелд-Щеквайлер.
Линията на рауграфовете фон Щолценбург измира през 1358 г. Наследени са от господарите на Боланден.

## Фамилия
Георг I фон Щолценберг се жени за Маргарета фон Даун (* ок. 1254; † 21 юни 1307, погребана в Отерберг), сестра на Вирих II фон Даун († 1299), дъщеря на Вирих I фон Даун, господар на Нанщайн, маршал на Холандия († 1260/1262) и първата му съпруга Гуда фон Оберщайн. Те имат три деца:
- Конрад V 'Млади' фон Щолценберг († сл. 1351), господар на Нанщайн, женен пр. 30 януари 1329 г. за Елизабет фон Лайнинген-Дагсбург († сл. 1351), дъщеря на граф Фридрих V фон Лайнинген († сл. 1327) и София фон Фрайбург († 1335)
- Георг II фон Щолценберг († 6 юли 1350), рауграф на Щолценберг-Зимерн, женен пр. 5 август 1310 г. за Маргарета фон Катценелнбоген († сл. 3 януари 1336), дъщеря на граф Вилхелм I фон Катценелнбоген († 1331) и Ирмгард фон Изенбург-Бюдинген († 1302/1303)
- Лорета фон Щолценберг (* ок. 1280; † 1350), омъжена пр. 1307 г. за Ото I фон Боланден († 1327)